# Meioneta proxima
Meioneta proxima là một loài nhện trong họ Linyphiidae.
Loài này thuộc chi Meioneta. Meioneta proxima được Alfred Frank Millidge miêu tả năm 1991.